# Friedrich Wilhelm Wiener
Friedrich Wilhelm Wiener (Meseritz, Silésia, 22 de janeiro de 1884 — 1921 ou antes) foi um matemático alemão.
Filho de um magistrado, fez o Abitur em 1902 em Lauban. Estudou matemática na Universidade de Göttingen e (depois de um ano de serviço militar em 1904/1905) na Universidade de Berlim. Dentre seus professores constam David Hilbert, Ferdinand Georg Frobenius, Hermann Amandus Schwarz, Friedrich Schottky, Issai Schur e Edmund Landau. Obteve um doutorado em 1911, orientado por Edmund Landau, com a tese Elementare Beiträge zur neueren Funktionentheorie, pela qual recebeu avaliação opus laudabile. Morreu no mais tardar em 1921.
Wiener publicou somente um trabalho, no qual apresentou uma prova elementar de uma desigualdade de David Hilbert na teoria de séries (a desigualdade é apresentada no capítulo 9 do livro de Hardy, Littlewood e Polya, Inequalities). Em sua tese apresentou uma prova elementar do teorema de Anders Wiman sobre funções inteiras.